# 마르체나섬

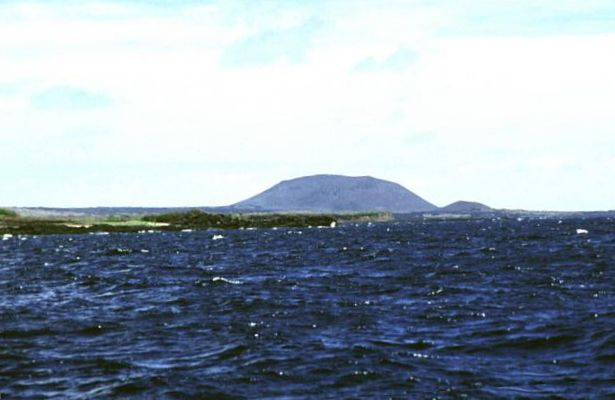
마르체나 섬

마르체나섬(영어: Marchena Island, 스페인어: Isla Marchena)은 에콰도르 갈라파고스 군도에 있는 섬으로 프레이 안토니오 마르체나(Fray Antonio Marchena)의 이름을 따서 지었다.

## 개요
마르체나 섬은 130km2의 면적에 최고점 343m의 고도를 가지고 있다. 이 섬에는 특별한 방문지는 없지만 마르체나 섬 주변 바다에서 다이빙을 할 수 있다.
대부분의 방문자들은 정서로 45마일 거리에 있는 가장 가까운 이웃 섬, 타워 섬으로 가는 도중에 이사벨라의 북부 주변을 둘러보는 정도이다. 이 섬의 이름은 원래 스페인 수도사, 프레이 안토니오 드 마르체나(Frey Antonio de Marchena)에서 유래되었다.
갈라파고스의 다른 섬들과 같이 이 섬도 화산 섬이며, 칼데라를 가지고 있다. 마르체나의 칼데라는 대략 타원형이며, 거대한 서쪽 화산의 칼데라 범위 이내에 지름이 가로 6m, 세로 7km 정도에 이른다. 그러나 마르체나의 칼데라는 완전히 연령이 낮은 용암이 채워져 있다는 데서 특이한 면이 있다. 그것들 중 일부는 양쪽으로 쏟아져 흘렀다. 가장 오래된 용암의 연령대가 50만년 정도이다.
무인도이긴 하지만, 마르체나가 아주 유명한 이유는 〈플로레아나 미스테리〉와 연관되어 있다는 것이다. 이곳에 그 배의 선장인 루돌프 로렌즈의 사체가 이 섬의 해변으로 밀려왔는데, 자연적으로 미라로 만들어졌고, 이곳에 사체를 먹을 만한 천적이 없었다.